# Землерой даурский
Землерой даурский (Ceratophyus dauricus) — вид жесткокрылых рода Ceratophyus семейства навозников-землероев, подсемейства Geotrupinae.

## Описание
Относительно крупные жуки. длиной около 18—24 мм. Тело удлиненное, продолговато-овальной формы, выпуклое. Низ тела густо покрыт чёрно-бурыми волосками. Окраска варьирует от коричневого до смоляно-чёрного цвета. Переднеспинка почти прямоугольной формы и несёт длинный тонкий прямой рог, направленный вперёд. Голова также с тонким, слегка загибающимся вверх рогом. У самок на этом месте имеются только 2 коротких, но острых бугорка. Надкрылья с 7 бороздками между швом и плечевым бугорком. Вершинные зубцы передних голеней у самцов даурского цератофия простые .

## Ареал и местообитание
Вид распространен в степной зоне Забайкалья, на юге Бурятии и юга Забайкальского края, в Северо-Восточном Китае и на крайнем востоке Монголии. В Забайкальском крае обитает в окрестностях Читы, с. Кайдалово (Карымский район), с. Единение (Оловяннинский район), с. Нижний Цасучей (Ононский район), а также на российско-монгольской границе близ посёлка Соловьёва (Борзинский район).

## Биология
Населяет сухие и реже — типичные степи. Предпочитает песчаные почвы. В год развивается одно поколение. Жуки встречаются весной, активны в ночное время. Питаются экскрементами копытных млекопитающих — лошадей и крупного рогатого скота. Выкапывает под навозом глубокие норы с многочисленными камерами в которые откладываются яйца с запасом пищи для личинок. Норы роют очень глубиной 1,5—2 м, непосредственно под кучами навоза. В верхней части норы находится небольшой горизонтальный участок, ниже которого нора почти отвесно уходит вниз. В конце норы находятся горизонтальные, широкие (диаметром около 5 см) и длинные (длиной до 25 см) ячейки, куда пара жуков запасает навоз для личинок. Таких ячеек жуки создают до 5 штук. Яйца откладываются не в навоз, а в почву около ячейки. Закончив питание, личинка окукливается. Жук, вышедший из куколки, зимует в норе